# 1850 en science
| Années de la science : 1847 - 1848 - 1849 - 1850 - 1851 - 1852 - 1853    |
| Décennies de la science : 1820 - 1830 - 1840 - 1850 - 1860 - 1870 - 1880 |

Cet article présente les faits marquants de l'année 1850 en science.

## Événements

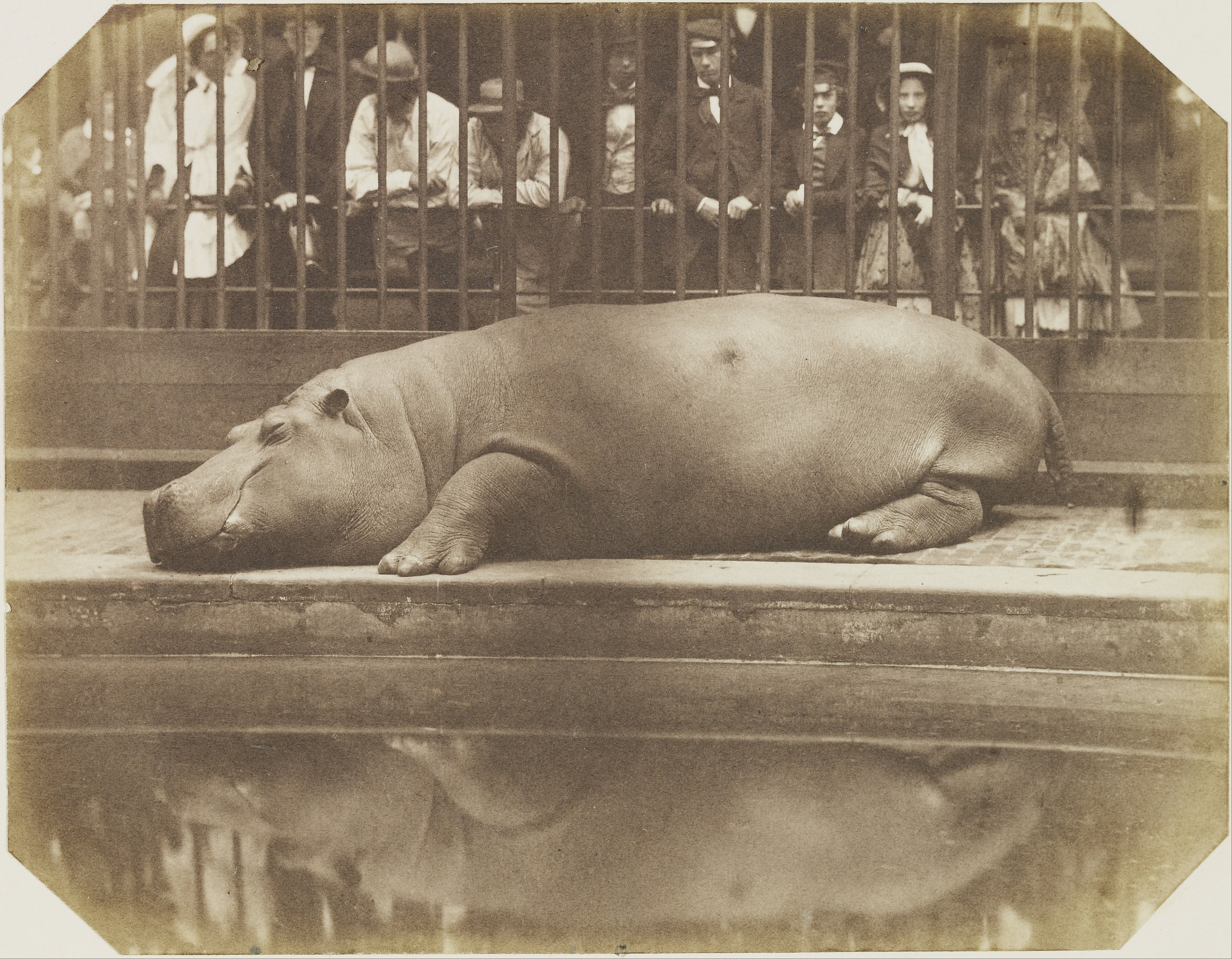
Obaysch, l'Hippopotame du Zoo de Londres. Photographie de Jean de Bourbon.

- 15 janvier : le savant allemand Hermann von Helmholtz annonce les résultats de ses travaux de mesure de la vitesse de transmission de l'influx nerveux[1]
- 3 avril : fondation de la British Meteorological Society[2].
- 25 mai : arrivée à Southampton en provenance d'Égypte d'un jeune hippopotame, Obaysch, destiné au zoo de Londres, le premier vu en Europe depuis l'époque romaine[3].
- 2 juillet : le physicien britannique Lord Kelvin écrit une lettre à George Gabriel Stokes comportant en postscriptum l'énoncé du théorème de Stokes[4].

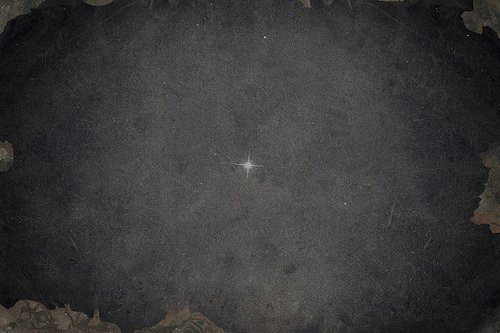
La première photographie de Véga.

- 16 - 17 juillet : William Cranch Bond effectue la première photographie d'étoiles[5].
- 21 août : le coutelier parisien Claverie reçoit un brevet pour un ouvre-boîtes[6].
- Août : Pierre Rayer et  Casimir Davaine communiquent à la Société de biologie un mémoire[7] où ils donnent la première description clinique détaillée du charbon[8].
- 13 septembre : l'astronome britannique  John Russell Hind découvre l'astéroïde Victoria[9].
- 17 octobre : le chimiste James Young obtient un brevet pour la production d'huile de paraffine par la distillation lente à partir de substances minérales bitumineuses[10].
- Novembre : James Joseph Sylvester utilise pour la première fois le terme de matrice dans un article intitulé Additions to […] “On a new class of theorems,” and on Pascal's theorem[11].
- 6 décembre : Emil du Bois-Reymond annonce lors de la réunion de l'Académie royale des sciences de Berlin la découverte de l'ophtalmoscope par son ami Hermann von Helmholtz[12].
- Début du plan de reboisement de l'île de l'Ascension instauré par le botaniste britannique Joseph Dalton Hooker[13].

## Publications
- Gustave Le Gray : Traité pratique de photographie sur papier et sur verre (1er juin 1850). Il propose de remplacer l'albumine des négatifs sur verre par du collodion humide[14].

## Prix
- Médailles de la Royal Society
  - médaille Copley : Peter Andreas Hansen
  - Médaille royale : Thomas Graham et Benjamin Collins Brodie
  - Médaille Rumford : François Jean Dominique Arago
- Médailles de la Geological Society of London
  - Médaille Wollaston : William Hopkins

## Naissances

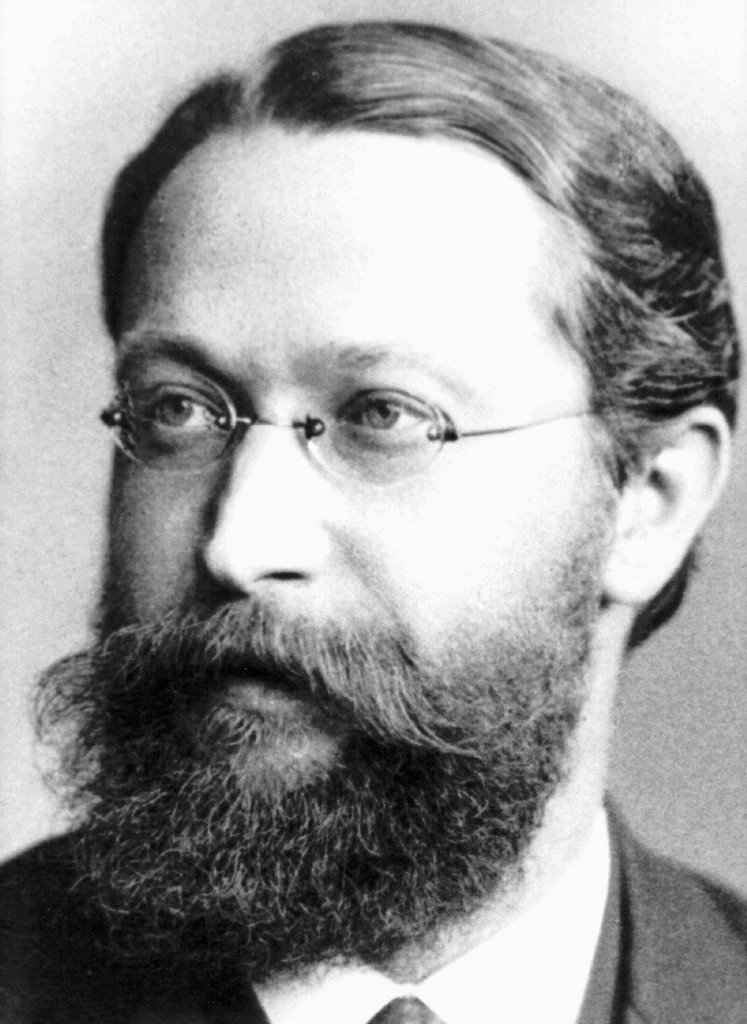
Ferdinand Braun

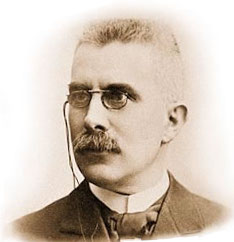
Henry Le Chatelier

- 29 janvier : Edmond Nocard (mort en 1903), vétérinaire et microbiologiste français.
- 3 mars :
  - Henry Wetherbee Henshaw (mort en 1930), ornithologue et ethnologue américain.
  - Zdenko Skraup (mort en 1910), chimiste tchèque-autrichien.
- 18 mars :
  - Alfred Maudslay (mort en 1931), diplomate, explorateur, photographe et archéologue britannique.
  - Ernst Büchner (mort en 1925), chimiste, industriel et inventeur de l'entonnoir Büchner.
- 19 mars : Joseph Whitaker (mort en 1936), ornithologue, archéologue et sportif anglo-sicilien.
- 31 mars : Charles Doolittle Walcott (mort en 1927), paléontologue américain.
- 18 mai : Oliver Heaviside (mort en 1925), physicien britannique.
- 21 mai : Giuseppe Mercalli (mort en 1914), sismologue et volcanologue italien.
- 31 mai : Alphonse Pénaud (mort en 1880), pionnier de l'aviation français.
- 6 juin : Ferdinand Braun (mort en 1918), physicien allemand, prix Nobel de physique en 1909.
- 9 juin : Wilhelm Roux (mort en 1924), zoologiste allemand.
- 15 juin : Charles Hazelius Sternberg (mort en 1943), paléontologue et naturaliste américain.
- 26 juin : Alfred Louis Delattre (mort en 1932), ecclésiastique et archéologue français.
- 2 juillet : Robert Ridgway (mort en 1929), ornithologue américain.
- 11 juillet : Petre Melikichvili (mort en 1927), chimiste géorgien.
- 12 juillet : Otto Schoetensack (mort en 1912), industriel et anthropologue allemand.
- 16 juillet : Lucien Gaulard (mort en 1888), ingénieur en électricité français, inventeur du transformateur électrique.
- 15 août : Jacob Theodor Klein (mort en 1759), naturaliste allemand.
- 28 août : Émile Amélineau (mort en 1915), architecte, archéologue et égyptologue français.
- 18 septembre : Maurice Cossmann (mort en 1924), paléontologue français.
- 7 octobre : Rudolf Hoernes (mort en 1912), géologue et paléontologue autrichien.
- 8 octobre : Henry Le Chatelier (mort en 1936), chimiste français.
- 21 octobre : Hermann Müller (mort en 1918), biologiste suisse.
- 16 novembre : Arthur Constantin Krebs (mort en 1935), militaire ingénieur français.
- 26 novembre : Gustave-Frédéric Dollfus (mort en 1931), géologue, malacologue et phycologue français.
- 22 décembre : Constantin Fahlberg (mort en 1910), chimiste russe.

## Décès

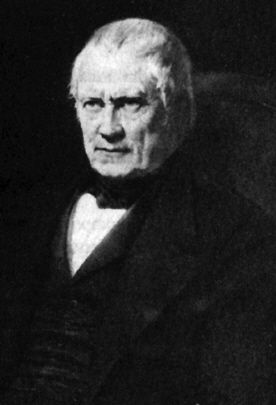
Henri-Marie Ducrotay de Blainville

- Janvier : Arsène Thiébaut de Berneaud (né en 1777), militaire et agronome français.
- 22 mars : Karl Sigismund Kunth (né en 1788), botaniste allemand.
- 27 mars : Guillaume Beer (né en 1797), astronome allemand.
- 9 avril : William Prout (né en 1785), chimiste et physicien britannique.
- 1er mai : Henri-Marie Ducrotay de Blainville (né en 1777), zoologiste et anatomiste français.
- 9 mai : Louis Joseph Gay-Lussac (né en 1778), chimiste et physicien français.
- 4 juillet : William Kirby (né en 1759), entomologiste anglais.
- 5 août : Mary Anne Whitby (née en 1783), entomologiste anglaise.
- 14 août : Gerard Troost (né en 1776), médecin, naturaliste et minéralogiste américanonéerlandais.
- 9 novembre : Gabrio Piola (né en 1794), physicien et mathématicien italien.
- 30 novembre : Germain Henri Hess (né en 1802), chimiste et médecin suisse.
- 4 décembre : William Sturgeon (né en 1783), scientifique et inventeur anglais.
- 9 décembre : Antoine Germain Labarraque (né en 1777), chimiste et pharmacien français.
- 10 décembre : François Sulpice Beudant (né en 1787), minéralogiste et géologue français.
- 28 décembre : Heinrich Christian Schumacher (né en 1780), astronome, géodésien et éditeur allemand.